# Адамо Кулібалі
Адамо Кулібалі (фр. Adamo Coulibaly; 14 серпня 1981, Париж, Франція) — французький футболіст івуарійського походження. Нападник футбольного клубу «Дебрецен».

## Титули і досягнення
- Чемпіон Угорщини (2):

Дебрецен: 2009-10, 2011-12
- Володар Кубка Угорщини (3):

Дебрецен: 2009-10, 2011-12, 2012-13
- Володар Суперкубка Угорщини (2):

Дебрецен: 2009, 2010
- Володар Кубка угорської ліги (1):

Дебрецен: 2009-10